# قانون الجنسية الإسرائيلية

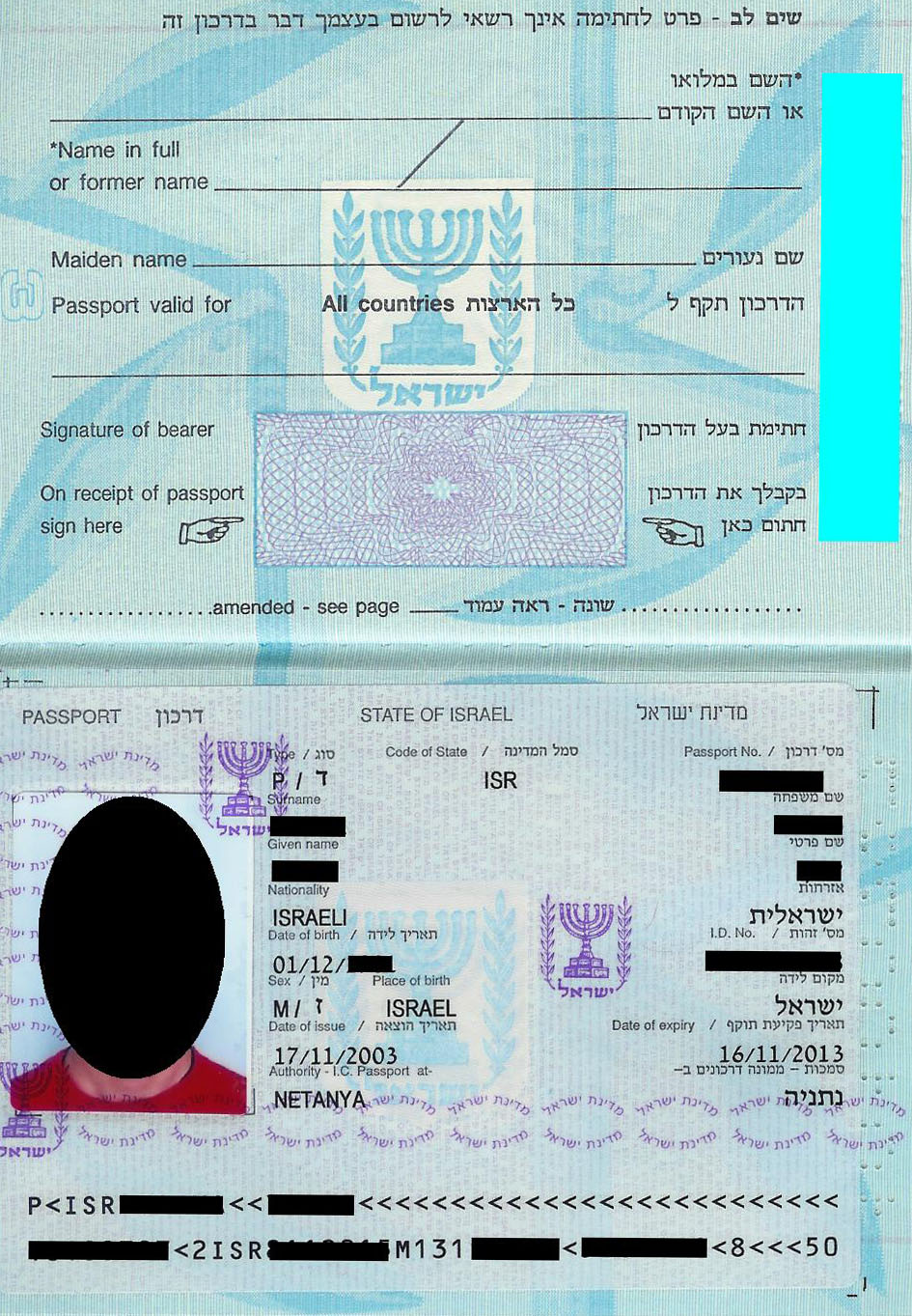

قانون الجنسية الإسرائيلي يوضح الشروط اللازمة للحصول على المواطنة في دولة إسرائيل. ويتضمن أيضا حقل عودة الشتات اليهودي.

## تاريخ قانون الجنسية
ينص قانون الجنسية الإسرائيلي على الشروط الازمة للحصول على جنسية إسرائيلية وهي:
- حسب قانون العودة 1950.
- اللذين ولدوا في إسرائيل قبل قيام الدولة وتم تسجيلهم في سجل السكان عام 1952
- قرابة دم: أحد الوالدين إسرائيلي
- من مواليد إسرائيل: ولد بعد قيام الدولة داخل حدود دولة اسرائيل (حكم الأرض) ولم يحصل على جنسية أخرى، كان مواطناً اسرائيلياً لمدة خمس سنوات متتالية اثناء تقديم الطلب.
- البقاء في إسرائيل بشكل دائم ولمدة ثلاث سنوات متتالية من خمس سنوات، يتكلم اللغة العبرية، يحق له المكوث في إسرائيل، يرغب البقاء في إسرائيل، يتنازل عن جنسيته الأخرى في حال حصوله على الجنسية الإسرائيلية.

## وضع العرب الفلسطينيين
منح اليهود المقيمون في فلسطين الانتدابية السابقة وقت إنشاء إسرائيل الجنسية الإسرائيلية على أساس العودة، لكن الفلسطينيين غير اليهود كانوا يخضعون لمتطلبات إقامة صارمة للمطالبة بهذا الوضع. يمكن للمقيمين غير اليهود في إسرائيل الحصول على الجنسية على أساس إقامتهم في عام 1952 إذا كانوا من مواطني الانتداب البريطاني قبل عام 1948، وكانوا قد سجلوا كمقيمين إسرائيليين منذ فبراير 1949 وظلوا مسجلين، ولم يغادروا البلاد قبل المطالبة بالجنسية.
وكان القصد الأساسي من هذه المتطلبات هو الاستبعاد المنهجي للعرب من المشاركة في الدولة الجديدة. قدرت الأونروا أن 720,000 عربي فلسطيني نزحوا خلال الحرب العربية الإسرائيلية عام 1948، مع بقاء 170,000 فقط في إسرائيل بعد تأسيسها. وحتى سن قانون الجنسية في عام 1952، كان جميع هؤلاء الأفراد عديمي الجنسية. حوالي 90 في المئة من السكان العرب المتبقين منعوا من الجنسية الإسرائيلية بموجب متطلبات الإقامة ولم يحملوا أي جنسية.
ولأن إقامتهم في إسرائيل توقفت أثناء النزاع، فإن الفلسطينيين الذين عادوا إلى ديارهم في إسرائيل بعد الحرب لم يستوفوا شروط المواطنة بموجب قانون عام 1952. استمرت هذه الفئة من السكان في العيش في إسرائيل لكنهم لم يحملوا الجنسية أو الإقامة في إسرائيل. وقد عالج حكم صادر عن المحكمة العليا في عام 1960 هذا جزئيا من خلال السماح بتفسير أكثر مرونة للمتطلبات السكنية؛ الأفراد الذين حصلوا على إذن بمغادرة إسرائيل مؤقتا أثناء النزاع أو بعده بفترة وجيزة مؤهلون للحصول على الجنسية، على الرغم من الفجوة في إقامتهم. عدل الكنيست قانون الجنسية في عام 1980 لحل حالات انعدام الجنسية لهذه الفئة من السكان بشكل كامل. تم منح الجنسية لجميع السكان العرب الذين كانوا يعيشون في إسرائيل قبل عام 1948 بغض النظر عن أهليتهم بموجب متطلبات الإقامة لعام 1952، إلى جانب أطفالهم.
لم يمنح الفلسطينيون الذين شردوا إلى البلدان المجاورة الجنسية هناك وظلوا عديمي الجنسية، باستثناء أولئك الذين أعيد توطينهم في شرق الأردن (الذي شمل الضفة الغربية خلال هذه الفترة). كان فلسطينيو الضفة الغربية يحملون الجنسية الأردنية حتى عام 1988، عندما تخلى الأردن عن مطالبته بالسيادة على المنطقة وقطع من جانب واحد جميع الروابط مع المنطقة. فقد الفلسطينيون الذين يعيشون في الضفة الغربية الجنسية الأردنية بينما حافظ المقيمون في بقية أنحاء الأردن على هذا الوضع.

## قانون المواطنة والدخول إلى إسرائيل
سن القانون عام 2003، هذا القانون يتعارض مع قانون الاساس لحرية الإنسان وكرامته فلذلك رفضوا التصويت عليه خمسة قضاة المحكمة العليا. حسب القانون، وزير الداخلية غير مخول بالمصادقة على منح المواطنة الإسرائيلية لمواطنة أو مواطن من الضفة الغربية وقطاع غزة (الا إذا كانوا يهود بطبيعة الحال، أي مستوطنين) في اطار توحيد العائلات (لم الشمل)، أي في اطار الزواج، إذا كان الحديث يدور عن زوج مواطنة إسرائيلية عمره أقل من 35 عاما، أو زوجة لمواطن إسرائيلي عمرها أقل من 25 عاما، أو السماح لهم بالمكوث داخل حدود إسرائيل وعمليا، يمنع القانون الشبان مواطني إسرائيل من الزواج والإقامة في إسرائيل مع الزوج أو الزوجة التي يختارونها إذا كانوا فلسطينيين من الضفة والقطاع. وواضح ضمنا أن القانون لا يمس بحقوق الشبان اليهود بالإقامة مع الزوج أو الزوجة التي يختارونها، لأنه لا يوجد زواج مختلط بين اليهود والفلسطينيين من الضفة والقطاع. وبالمقابل فإن الشبان الفلسطينيين هم من يمكن أن يكونوا أزواجا أو زوجات للعرب مواطني إسرائيل.
حينما سن القانون أول مرة عام 2003، وعرض على أنه «تعليمات مُلحّة» لمدة سنة، جرى تبريره بادعاءات أمنية؛ وبخطورة إدخال مخربين لإسرائيل عن طريق الزواج. وهذا التبرير هو جماعي إذ أن فحص الخطورة الأمنية الكامنة في السماح لفلسطيني أو فلسطينية بالدخول هي إجراءات شخصية ينبغي التعامل فيها مع كل شخص على حدة، ومهمة الشاباك القيام بذلك، وبذلك يقوم بواجبه الرئيسي: الحفاظ على أمن مواطني إسرائيل كي يتاح لهم إقامة ديمقراطية فيها جميع المواطنين متساوو الحقوق. إلا أنه ومع مرور السنين يتضح أن التبرير الأمني والعذران «تعليمات مُلحّة» ما هي إلا احتيال يهدف إلى تمهيد الأرضية لسن قانون تمييزي لاعتبارات ديموغرافية. لقد تم تمديد «قانون المواطنة» لسنة أخرى في يونيو 2008.

## حقوق المواطن
- للمواطن الإسرائيلي الحق الكامل في المشاركة في النظام السياسي في إسرائيل.
- للمواطنين الإسرائيليين الحق في الحصول على جواز سفر إسرائيلي واستخدامه بالطرق القانونية.
- للمواطنين الإسرائيلي الحق في السفر من وإلى إسرائيل كيفما يشاءون (ملاحظة: قد يكون هذا الحق محدودا في أوقات معينة نتيجة لتحذيرات خاصة).